# Bendegúz
Bendegúz este un prenume masculin maghiar de origine hună. Bendegúz ar fi fost tatăl regelui hun Attila.

## Frecvență
În anii 1990 a fost folosit sporadic, dar în anii 2000 s-a clasat pe locurile 54-66 între cele mai frecvente prenume masculine date copiilor născuți în Ungaria.

## Zile onomastice
- 11 martie
- 7 mai
- 10 octombrie

## Purtători celebri ai numelui
- Bendegúz - tatăl regelui hun Attila
- Bendegúz - personajul poemului epic Tündérvölgy al lui Mihály Vörösmarty
- Gutman Bendegúz - personajul romanului A lámpás (1894) al lui Géza Gárdonyi
- Regős Bendegúz – protagonistul romanului Indul a bakterház (1943) al lui Sándor Rideg și al ecranizării cinematografice a romanului din 1979.